# Sint-Janskerk (Diest)

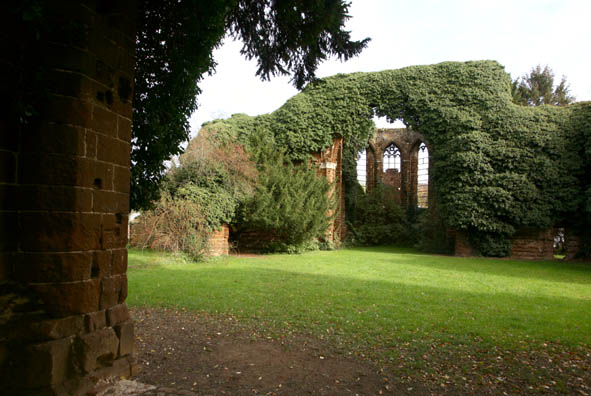
Sint-Janskerk

De Sint-Janskerk is een voormalig kerkgebouw in de Vlaams-Brabantse stad Diest, gelegen aan het Sint-Jansveld.

## Geschiedenis
Het betreft de oudste kerk van Diest, gebouwd in ijzerzandsteen en gewijd aan Johannes de Doper. In 1264 werd hij verheven tot parochiekerk en in 1279 tot kapittelkerk. Het was een driebeukige kruiskerk met westtoren en een vijfzijdig afgesloten koor. Tijdens de plundering van de stad in 1580 door de troepen van Willem van Oranje werd de kerk verwoest en nooit meer herbouwd. Ook het zich om de kerk bevindende kerkhof raakte in onbruik.
De met klimop overgroeide ruïne werd van belang voor romantisch geïnspireerde schrijvers en dichters en is ook tegenwoordig nog als zodanig intact.